# علی‌اکبر محمدی (خلبان)
علی‌اکبر محمدی (۱ فروردین ۱۳۲۹ – ۲۶ دی ۱۳۶۵) بازیکن فوتبال و خلبان اهل ایران بود. وی با هواپیما به عراق گریخت و سپس از طریق عراق به آلمان غربی رفت و سرانجام در روز جمعه ۲۶ دی ۱۳۶۵ در هامبورگ آلمان به دست دو ناشناس ترور شد.

## زندگی
علی اکبر محمّدی در سال ۱۳۲۹ متولد شد. پدر و مادر او اصالتی اراکی داشتند. به سبب علاقه ای که به فوتبال داشت این ورزش را در دهه ۴۰ و ۵۰ به صورت حرفه ای ادامه داد و به تیم های بانک ملی، پرسپولیس و تاج تهران پیوست و در آنجا در پست خط دفاعی بازی می کرد. او پس از خداحافظی از فوتبال به خلبانی روی آورد و جذب نیروی هوایی شد و پله های ترقی را به سرعت طی نمود. توانایی او در پروازهای طولانی مدت بود و به همین سبب توانست به درجه سرگردی رسید و به یکی از خلبانان مسئول پرواز بلندپایگان از جمله علی خامنه‌ای، علی‌اکبر ولایتی و اکبر هاشمی رفسنجانی تبدیل شود. او به خلبان مورد علاقه هاشمی رفسنجانی تبدیل شده بود و به همین دلیل انتظار داشت به عنوان رئیس شرکت هواپیمایی آسمان منصوب شود که نشد. او در جنگ ایران و عراق شرکت می کند و به همین سبب به رژیم بعثی عراق نزدیک می شود. سران رژیم بعث با دادن دو میلیون دلار وی را وسوسه می کنند تا هواپیمای حامل هاشمی رفسنجانی را ربوده و سرقت نماید و به عراق تحویل دهد. او خانواده خود را سوار بر هواپیما می کند و از آنجا به عراق می گریزد و همین مسئله باعث شده شایعاتی درباره ربوده شدن دختر هاشمی رفسنجانی پیش بی آید. او عراق را پایگاه قرار داد و به آلمان غربی رفت و آنجا به وسیله دو تن از اعضای اطلاعات سپاه پاسداران و یک مزدور لبنانی به قتل رسید.

## ماجرای خروج از ایران
علی‌اکبر محمدی، خلبان هواپیمایی آسمان و از واحد ویژه پرواز بلندپایگان جمهوری اسلامی بود که گاه خلبانی پروازهای علی خامنه‌ای و علی‌اکبر هاشمی رفسنجانی را بر عهده داشت. محمدی در تاریخ ۲۱ مرداد ۱۳۶۵ موفق می‌شود با یک فروند جت فالکن-۲ که به منظور انجام پرواز آزمایشی از فرودگاه رشت به پرواز درآمده بود، با استفاده از حریم هوایی ترکیه، به بغداد بگریزد. عراقی‌ها توانستند از این فرار استفادهٔ تبلیغاتی زیادی کنند.
خبرگزاری یوگسلاوی ضمن تأیید این خبر، به نقل از مصاحبه خلبان در بغداد، اقدام وی را یک اقدام شخصی و در اعتراض به جنگ ایران و عراق توصیف کرد. خبرگزاری آلمان، رویترز و کویت نیز گزارش‌های مشابهی منتشر کردند. رسانه‌های خارجی مدعی شدند همسر و یکی از دختران هاشمی رفسنجانی در این هواپیما بوده و به عراق پناهنده شده‌اند!

## قتل
او در تاریخ ۲۶ دی ۱۳۶۵ به دست دو تن از کارمندان اطلاعات سپاه و یک مزدور لبنانی در برابر کودکستان دختر چهار ساله اش با شلیک پنج گلوله به قتل رسید. پلیس آلمان موفق به شناسایی و دستگیری قاتلان محمدی نشد و آنان از آلمان گریختند. از آنجایی که پرونده قتل‌های زنجیره‌ای ایران به‌طور کامل پیگیری نشداین همین امر موجب شده که پرونده قتل وی پس از ۳۷ سال حل نشده و مسکوت باقی بماند. برخی علت قتل او را به فاش شدن برخی از اطلاعات جمهوری اسلامی و سپاه نسبت می‌دهند. به گفته برخی از منابع و رسانه‌ها او با حکم محمدی ری شهری به قتل رسیده بود و تیم ترور زیر نظر علی فلاحیان فعالیت می‌کرد.